# Casey Moss
Casey Allen Moss (Hanford, 16 novembre 1993) è un attore e cantante statunitense.
È famoso per il ruolo di J.J. Deveraux in Il tempo della nostra vita.

## Biografia e Vita privata
Moss è nato il 16 novembre 1993 a Hanford (California). All'età di 16 anni si trasferisce a Los Angeles con suo padre per intraprendere la carriera nella musica. È fidanzato con la sua ex co-protagonista di Il tempo della nostra vita, True O'Brien dal 2015 annunciando nel 2022 il loro fidanzamento. Il 25 maggio 2025 si sposano a Los Angeles.

### Carriera
Nel 2013 entra nel cast principale della soap opera Il tempo della nostra vita nel ruolo di J.J. Deveraux. Lascia il ruolo nel 2020. Nel 2015 Moss interpreta Tyler Dean nella serie televisiva per adolescenti Youthful Daze. Nel 2016 interpreta Scott Baker nel film The Last Champion. Nel 2022 torna brevemente nel ruolo di JJ Deveraux nella soap opera Il tempo della nostra vita. Ritorna nel ruolo nel 2024.

## Filmografia

### Cinema
- The Last Champion (2016)

### Televisione
- Youthful Daze - serie TV, 13 episodi (2015)
- Il tempo della nostra vita - soap opera (2013-2020, 2022, 2024-in corso)